# La ragazza yè yè
La ragazza yè yè (The Swinger), è un film del 1966 diretto da George Sidney.

## Trama
Una scrittrice, dopo aver scritto un romanzo erotico, si ritrova a rivivere le avventure della sua eroina.